# Jure matris
Jure matris è un termine latino che significa "per diritto di sua madre" o "per diritto di una madre". È comunemente utilizzato per riferirsi ad un titolo detenuto da un uomo la cui madre ne è investita per suo proprio diritto. In altre parole, egli acquisisce il titolo semplicemente essendo suo figlio.
In molte culture è comune per il marito di una donna titolare esercitare il potere in sua vece, e talvolta dopo la morte del marito la titolata può concedere questo privilegio ai suoi figli, a vita.

## Casi famosi di regnanti "jure matris"
- Baldovino III di Gerusalemme fu jure matris Re di Gerusalemme dal 1143 al 1153 attraverso sua madre Melisenda.[2]
- Riccardo Cuor di Leone e suo fratello Giovanni furono jure matris Duchi d'Aquitania dal 1189 al 1199 e dal 1199 al 1204 rispettivamente attraverso la loro madre Eleonora, che era duchessa d'Aquitania per diritto.
- Carlo V del Sacro Romano Impero, fu Re di Castiglia attraverso la madre Giovanna dal 1516 al 1555.
- Giuseppe II del Sacro Romano Impero, fu Arciduca d'Austria dal 1765 al 1780 attraverso sua madre Maria Teresa.